# Tit (Tamanrasset)

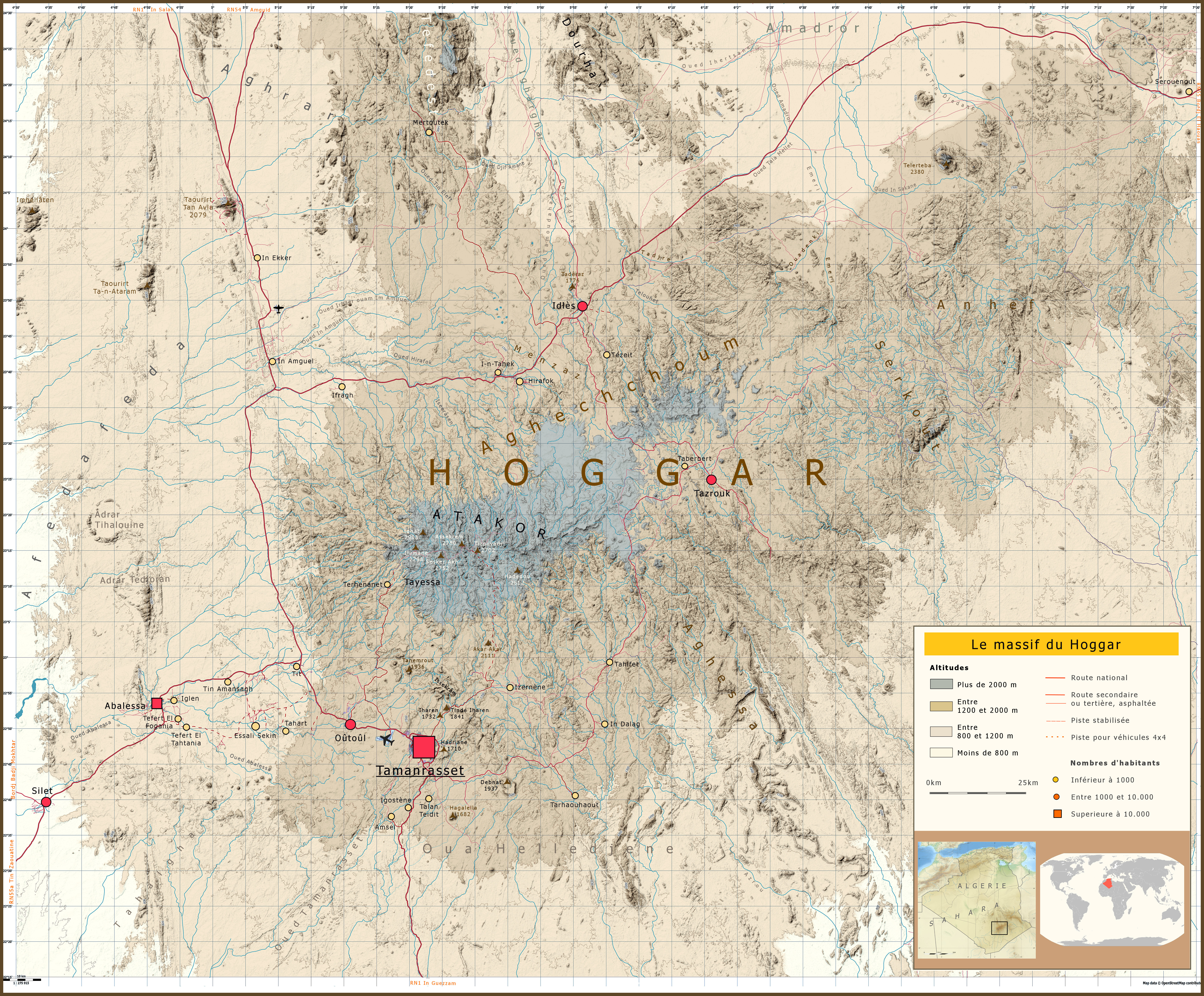
Carte du massif du Hoggar avec Tit au nord-ouest de Tamanrasset

Tit ou Arrem Tit est un village de la commune algérienne de Tamanrasset, dans la wilaya de Tamanrasset, situé dans le Hoggar à 39 km à vol d'oiseau au nord-ouest de Tamanrasset.

## Histoire
En 1902, l'armée française y remporte une bataille décisive sur les Touareg Kel Ahaggar : la bataille de Tit. C'est une avancée stratégique significative sur ce qui est alors considéré comme « la meilleure route du Tidikelt au Soudan ».